# Polityka prywatności
Polityka prywatności – dokument umieszczany na witrynie internetowej w celu poinformowania użytkowników o tym, jakie dane osobowe są o nich zbierane i jak będą wykorzystywane.
Polityka prywatności z reguły zawiera informacje na temat:
- jakie dane są zbierane od użytkowników; mogą to być dane zbierane automatycznie przez serwer lub podawane przez użytkownika podczas np. rejestracji;
- w jaki sposób są wykorzystywane dane, a w szczególności czy są przekazywane innym firmom;
- w jaki sposób właściciel witryny internetowej będzie się kontaktował z użytkownikiem;
- w jaki sposób można dokonać zmian w danych osobowych użytkownika;
- w jaki sposób są zabezpieczane dane pobierane od użytkowników.

W Polsce nadzór nad przetwarzaniem danych osobowych sprawuje Prezes Urzędu Ochrony Danych Osobowych.